# 스테이지 쇼
《스테이지 쇼》(Stage Show)는 미국 CBS 텔레비전 네트워크의 대중 버라이어티 방송이다. 빅 밴드 리더 토미 도시와 지미 도시가 격주간 사회자를 맡고 재키 글리슨이 프로듀서를 맡았다. 록 음악의 아이콘 엘비스 프레슬리가 처음 출연한 전국 텔레비전 프로그램이기도 하다.
1954년 7월 3일 여름 《재키 글리슨 쇼》를 대신해 1시간짜리 쇼로 출범했다. 글리슨은 1955년 가을 복귀해 오후 8시 ~ 8시 30분에 방송된 30분짜리 프로그램을 진행했다. 동부표준시를 기준으로 편성되었으며 토요일 방송되는 본인의 쇼 《더 허니무너스》 사전에 방영되었다.
1956년 자주 등장한 게스트 잭 카터가 영구 사회자가 되었다. 준 테일러 댄서도 정규 출연자가 되었다. 보비 대린은 1956년 초엽 이 프로그램에서 처음 전국 TV 데뷔를 성사하여 〈Rock Island Line〉를 불렀다. NBC에서 진행된 유명한 페리 코모 쇼의 기세로 《스테이지 쇼》의 시청률은 감소되었다. 마지막 방송은 1956년 8월 18일이었다. 그로부터 두 달 뒤에 토미 도시가 타계하고 이듬해 6월 형제 지미가 타계했다.

## 엘비스 프레슬리의 출연
엘비스는 이 프로그램을 통해 네트워크 텔레비전에서 데뷔했다. 1956년 1월 28일 오하이오 주의 디스크자키 빌 랜들에게 소개돼 〈Shake, Rattle and Roll〉, 〈Flip, Flop and Fly〉, 〈I Got a Woman〉을 선보였다. 그리고 향후 8주간 5회 더 출연했다.
- 2월 4일: 〈Baby Let's Play House〉, 〈Tutti Frutti〉
- 2월 11일: 〈Blue Suede Shoes〉, 〈Heartbreak Hotel〉
- 2월 18일: 〈Tutti Frutti〉, 〈I Was the One〉
- 3월 17일: 〈Blue Suede Shoes〉, 〈Heartbreak Hotel〉
- 3월 24일: 〈Money Honey〉, 〈Heartbreak Hotel〉

이 방송들은 모두 키네스코프 녹화를 통해 보존돼 있다. 이는 엘비스 프레슬리의 다큐멘터리 및 홈 비디오 컴필레이션 등에 수록돼 공개되었다.

## 참고 문헌
- Brooks, Tim; Marsh, Earle (1992), 《The Complete Directory to Prime Time Network TV Shows》, Ballantine Books, ISBN 0-345-37792-3.
- McNeil, Alex (1996), 《Total Television》, Penguin Books, ISBN 0-14-024916-8.